# Tatsuya Tanaka
Tatsuya Tanaka (jap. 田中達也 Tanaka Tatsuya; ur. 27 listopada 1982 r. w Shūnanie) – japoński piłkarz.

## Kariera klubowa
Od 2001 do 2012 roku występował w klubie Urawa Red Diamonds. Od 2013 roku gra w zespole Albirex Niigata.

## Kariera reprezentacyjna
Karierę reprezentacyjną rozpoczął w 2005 roku. Karierę reprezentacyjną zakończył w 2009 roku. W sumie w reprezentacji wystąpił w 16 spotkaniach. Został powołany na Igrzyskach Olimpijskich 2004.